# Noëlla Champagne
Pour les articles homonymes, voir Champagne.
Noëlla Champagne (née le 25 décembre 1944 à Saint-Tite, au Québec) est une femme politique québécoise et ancienne députée péquiste de Champlain à l'Assemblée nationale du Québec.

## Biographie
Noëlla Champagne a obtenu un brevet d'enseignement de l'école normale Sainte-Ursule en 1964. Elle a enseigné de 1964 à 1971 et a été éducatrice en prématernelle de 1977 à 1978. Elle a été représentante commerciale de 1980 à 1994. Elle a été conseillère municipale à Saint-Louis-de-France de 1988 à 1997. De 1997 à 2003, elle a été attachée politique du député Yves Beaumier.
Elle est élue députée du Parti québécois dans la circonscription de Champlain le 20 mai 2003 lors d'une reprise de scrutin rendue nécessaire par l'égalité des voix avec le candidat libéral lors des élections générales du 14 avril 2003.
Elle a été présidente de la campagne de financement de 2003 du Parti québécois avec François Legault. Elle était porte-parole de l'opposition officielle en matière de formation technique et professionnelle de 2003 à 2005 et sur les dossiers concernant les aînés de 2005 à 2007.
Lors des élections générales québécoises de 2007, elle est battue par l'adéquiste Pierre-Michel Auger. Elle reprend son siège lors des élections générales de 2008, aux dépens du même M. Auger. Elle est également réélue en 2012, où elle est nommée présidente de la Commission de l'aménagement du territoire du 7 novembre 2012 au 5 mars 2014.  
Elle est défaite en 2014. 
Elle est récipiendaire, en 2005, de la Médaille de l'Assemblée nationale.